# دوچرخه‌سواری در بازی‌های آسیایی ۲۰۱۸
دوچرخه‌سواری یکی از ورزش‌های بازی‌های آسیایی ۲۰۱۸ است که از ۲۰ تا ۳۱ اوت برگزار شده‌است.
این مسابقات در دو بخش زنان و مردان در چهار رشته ورزشی پیست، جاده، کوهستان و بی‌ام‌اکس انجام شده.

## خلاصه مدال

### جدول مدال‌ها
| رتبه  | کشور      | طلا | نقره | برنز | مجموع |
| ۱     | چین       | ۶   | ۵    | ۲    | ۱۳    |
| ۲     | کره جنوبی | ۶   | ۳    | ۴    | ۱۳    |
| ۳     | ژاپن      | ۳   | ۵    | ۶    | ۱۴    |
| ۴     | هنگ کنگ   | ۳   | ۴    | ۱    | ۸     |
| ۵     | اندونزی   | ۲   | ۱    | ۲    | ۵     |
| ۶     | قزاقستان  | ۲   | ۰    | ۳    | ۵     |
| ۷     | تایلند    | ۱   | ۲    | ۳    | ۶     |
| ۸     | مالزی     | ۱   | ۱    | ۱    | ۳     |
| ۹     | چین تایپه | ۰   | ۲    | ۱    | ۳     |
| ۱۰    | ازبکستان  | ۰   | ۱    | ۰    | ۱     |
| ۱۱    | فیلیپین   | ۰   | ۰    | ۱    | ۱     |
| مجموع | مجموع     | ۲۴  | ۲۴   | ۲۴   | ۷۲    |

### مدال‌آوران

#### دوچرخه‌سواری بی‌ام‌اکس
| رویداد | طلا                       | نقره                              | برنز                   |
| مردان  | Yoshitaku Nagasako · ژاپن | I Gusti Bagus Saputra · اندونزی   | دنیل کالواگ · فیلیپین  |
| زنان   | Zhang Yaru · چین          | Chutikan Kitwanitsathian · تایلند | Wiji Lestari · اندونزی |

#### دوچرخه‌سواری کوهستان
| رویداد            | طلا                             | نقره                          | برنز                          |
| کراس کانتری مردان | Ma Hao · چین                    | Lü Xianjing · چین             | Kirill Kazantsev · قزاقستان   |
| دانهیل مردان      | Khoiful Mukhib · اندونزی        | Chiang Sheng-shan · چین تایپه | Suebsakun Sukchanya · تایلند  |
| کراس کانتری زنان  | Yao Bianwa · چین                | Li Hongfeng · چین             | Natalie Panyawan · تایلند     |
| دانهیل زنان       | Tiara Andini Prastika · اندونزی | Vipavee Deekaballes · تایلند  | Nining Porwaningsih · اندونزی |

#### دوچرخه‌سواری جاده
| رویداد           | طلا                        | نقره                            | برنز                      |
| رقابت جاده مردان | Alexey Lutsenko · قزاقستان | Fumiyuki Beppu · ژاپن           | Navuti Liphongyu · تایلند |
| تایم تریل مردان  | Alexey Lutsenko · قزاقستان | Muradjan Khalmuratov · ازبکستان | Fumiyuki Beppu · ژاپن     |
| رقابت جاده زنان  | Na Ah-reum · کره جنوبی     | Pu Yixian · چین                 | Eri Yonamine · ژاپن       |
| تایم تریل زنان   | Na Ah-reum · کره جنوبی     | Eri Yonamine · ژاپن             | Leung Wing Yee · هنگ کنگ  |

#### دوچرخه‌سواری پیست

##### مردان
| رویداد         | طلا                                                      | نقره                                                                                    | برنز                                                                                       |
| اسپرینت        | عزیزالحسنی اوانگ · مالزی                                 | Tomohiro Fukaya · ژاپن                                                                  | Im Chae-bin · کره جنوبی                                                                    |
| اسپرینت تیمی   | چین · Li Jianxin · Xu Chao · Zhou Yu                     | مالزی · عزیزالحسنی اوانگ · Shah Firdaus Sahrom · Fadhil Zonis                           | ژاپن · Kazuki Amagai · Yudai Nitta · Tomohiro Fukaya                                       |
| تعقیبی         | Park Sang-hoon · کره جنوبی                               | Ryo Chikatani · ژاپن                                                                    | Artyom Zakharov · قزاقستان                                                                 |
| تعقیبی انفرادی | چین · Guo Liang · Qin Chenlu · Xue Chaohua · Shen Pingan | هنگ کنگ · Leung Chun Wing · Leung Ka Yu · Mow Ching Ying · Cheung King Lok · Ko Siu Wai | ژاپن · Shogo Ichimaru · Shunsuke Imamura · Ryo Chikatani · Eiya Hashimoto · Keitaro Sawada |
| کیرین          | Jai Angsuthasawit · تایلند                               | Yudai Nitta · ژاپن                                                                      | عزیزالحسنی اوانگ · مالزی                                                                   |
| مدیسون         | هنگ کنگ · Cheung King Lok · Leung Chun Wing              | کره جنوبی · Im Jae-yeon · Park Sang-hoon                                                | ژاپن · Eiya Hashimoto · Shunsuke Imamura                                                   |
| اومنیوم        | Eiya Hashimoto · ژاپن                                    | Leung Chun Wing · هنگ کنگ                                                               | Artyom Zakharov · قزاقستان                                                                 |

#### زنان
| رویداد       | طلا                                                           | نقره                                                                                 | برنز                                                                                  |
| اسپرینت      | Lee Wai Sze · هنگ کنگ                                         | Lee Hye-jin · کره جنوبی                                                              | Cho Sun-young · کره جنوبی                                                             |
| اسپرینت تیمی | چین · Lin Junhong · ژونگ تیانشی                               | هنگ کنگ · Ma Wing Yu · Li Yin Yin · Lee Wai Sze                                      | کره جنوبی · Kim Won-gyeong · Lee Hye-jin · Cho Sun-young                              |
| تعقیبی       | Lee Ju-mi · کره جنوبی                                         | Wang Hong · چین                                                                      | Huang Ting-ying · چین تایپه                                                           |
| تعقیبی تیمی  | کره جنوبی · Kim You-ri · Kim Hyun-ji · Na Ah-reum · Lee Ju-mi | چین · Chen Qiaolin · Wang Xiaofei · Wang Hong · Liu Jiali · Ma Menglu · Jin Chenhong | ژاپن · Yumi Kajihara · Kisato Nakamura · Miho Yoshikawa · Yuya Hashimoto · Nao Suzuki |
| کیرین        | Lee Wai Sze · هنگ کنگ                                         | Lee Hye-jin · کره جنوبی                                                              | ژونگ تیانشی · چین                                                                     |
| مدیسون       | کره جنوبی · Kim You-ri · Na Ah-reum                           | هنگ کنگ · Pang Yao · Yang Qianyu                                                     | چین · Liu Jiali · Wang Xiaofei                                                        |
| اومنیوم      | Yumi Kajihara · ژاپن                                          | Huang Ting-ying · چین تایپه                                                          | Kim You-ri · کره جنوبی                                                                |